# Axis Mutatis
Albums de The Shamen
Boss Drum
(1992) Hempton Manor
(1996)
Axis Mutatis est un album de musique électronique, de type ambiance, des Shamen, sorti en 1995. Les premières éditions de cet opus contient un disque-album, Arbor Bona Arbor Mala, en bonus.

## Liste des pistes
1. Destination Eschaton – 3:55
2. Transamazonia – 3:52
3. Conquistador – 3:58
4. MK2A (Dedicated to Nation of Hawaii) – 4:05
5. Neptune – 4:16
6. Prince of Popocatapetl – 6:01
7. Heal (The Separation) – 3:55
8. Persephone's Quest – 5:05
9. Moment – 4:00
10. Axis Mundi – 7:04
a. Tellos
b. Xibalba
c. Nemeton
d. Eternal Return
11. Eschaton Omega (Deep Melodic Techno Mix) – 3:37
12. Agua Azul – 11:23
13. S2 Translation – 3:31